# Sinninger Badesee
Der Sinninger Badesee ist ein Baggersee in Sinningen, einem Teilort von Kirchberg an der Iller und auf Filzinger Gemarkung in Oberschwaben.

## Beschreibung
Der See liegt an der Iller, nahe der Bundesautobahn 7. Er entstand in den 1970er Jahren im Rahmen der Kiesgewinnung für den Neubau des Autobahnteilstückes Ulm-Memmingen-Kempten. In den darauffolgenden Jahren wurde der Baggersee zu einem Badesee mit Liegewiese umgestaltet. Am südlichen Ende befindet sich ein Campingplatz.
Im Sinninger Badesee kommen folgende Fischarten vor:
- Hecht
- Karpfen
- Barsch
- Aale
- Barbe
- Waller

## Tauchen
Das Tauchen ist nur auf der westlichen Seeseite erlaubt. Wenn man vom Taucheinstieg in Richtung 150 Grad taucht, erreicht man nach ca. fünf Minuten in sechs Meter Tiefe ein künstliches Skelett, genannt „Boiner Joe“. Die Sichtweite im Wasser schwankt zwischen drei und zehn Metern. Die Anzahl der Taucher ist auf maximal 25 Personen begrenzt.
Am 3. September 2011 stürzte ein Ultraleichtflugzeug in den See. Bei dem Absturz wurde der Flugpassagier tödlich verletzt. Der Pilot überlebte den Absturz.